# Bill and Peter’s Bogus Journey
„Bill & Peter’s Bogus Journey” – trzynasty odcinek piątego sezonu serialu animowanego Family Guy. Premiera odbyła się 11 marca 2007. Fabuła koncentruje się na Peterze, który decyduje się poprawić swoją kondycję fizyczną. Jednakże kończy on w szpitalu, po tym jak próbuje zaimponować byłemu prezydentowi USA, Billowi Clintonowi. Peter zdołowany perspektywą starzenia się, dostrzega nowy sposób patrzenia na świat, dzięki pomocy byłego prezydenta. Żona Petera, Lois, nie jest jednak zadowolona z zachowania Petera, uważa bowiem, że były prezydent ma na jej męża zły wpływ. W międzyczasie Stewie i Brian próbują nauczyć się korzystać z toalety, ale Brian mimo to zostawia odchody w ogrodzie, co zmusza Lois do założenia mu pieluchy.
Odcinek został napisany przez Steve’a Callaghana i wyreżyserowany przez Dominica Polcino. Odcinek otrzymał mieszany recenzje od krytyków za fabułę i odniesienia kulturalne. Spowodował także kontrowersje, gdyż wiele osób ewakuowanych podczas Huraganu Katrina skarżyło się, że ich miasto zostało przedstawione jako zaginione miasto „Atlantyda”. Według wskaźniku Nielsena tego dnia odcinek obejrzany został w 8.05 mln domach. W epizodzie gościnnie wzięli udział Barclay DeVeau, Roy Scheider and Wally Wingert.

## Fabuła
Po zaatakowaniu przez ośmiornicę w akwarium, Peter postanawia popracować nad kondycją fizyczną. Po spędzeniu jedynie 15 minut na siłowni, Peter uważa, że jest już dostatecznie wysportowany, więc kiedy samochód byłego prezydenta USA Billa Clintona psuje się przed domem Griffinów, Peter próbuje podnieść samochód bez lewarka, przez co dostaje przepukliny i trafia do szpitala. Przygnębiony faktem starzenia się, Peter zwierza się byłemu prezydentowi. Ten mówi mu, że starość to stan umysłu. Kiedy Peter dochodzi do siebie, Bill pomaga mu zrozumieć, że nadal można się dobrze bawić. Zostają najlepszymi przyjaciółmi i spędzają ze sobą dużo czasu, ale sytuacja wymyka się spod kontroli, kiedy zaczynają palić marihuanę  i powodować szkody.
Lois jest przekonana, że Bill ma zły wpływ na Petera. Zamierza porozmawiać o tym problemie z byłym prezydentem, jednak kończy się na tym, że uprawiają seks. Zdruzgotany sytuacją Peter przenosi się do Quagmire'a. Lois czuje się winna, dlatego odwiedza Petera i mówi mu, że jedyną solucją będzie, jak Peter prześpi się z inną osobą. Peter niepewien propozycji Lois zgadza się w końcu i wybiera Barbarę Pewterschmidt, matkę Lois. Okazuje się, że Barbara jest skłonna to zrobić, ale w ostatnim momencie Peter mówi, że nie chce spać z nikim innym tylko z Lois i wybacza jej. Peter udaje się do Billa powiedzieć mu, że nie mogą się więcej spotykać, ale Peter także jest nakłaniany do seksu przez byłego prezydenta.
W międzyczasie Lois ma dosyć wchodzenia w odchody Briana i zmusza go do nauczenia się korzystania z toalety. Brian i Stewie razem chcą opanować sztukę używania sedesu. Kupują kasetę instruktażową z Royem Scheiderem, co także im nie pomaga. Lois w efekcie każe Brainowi założyć pieluchę Stewiego.

## Produkcja

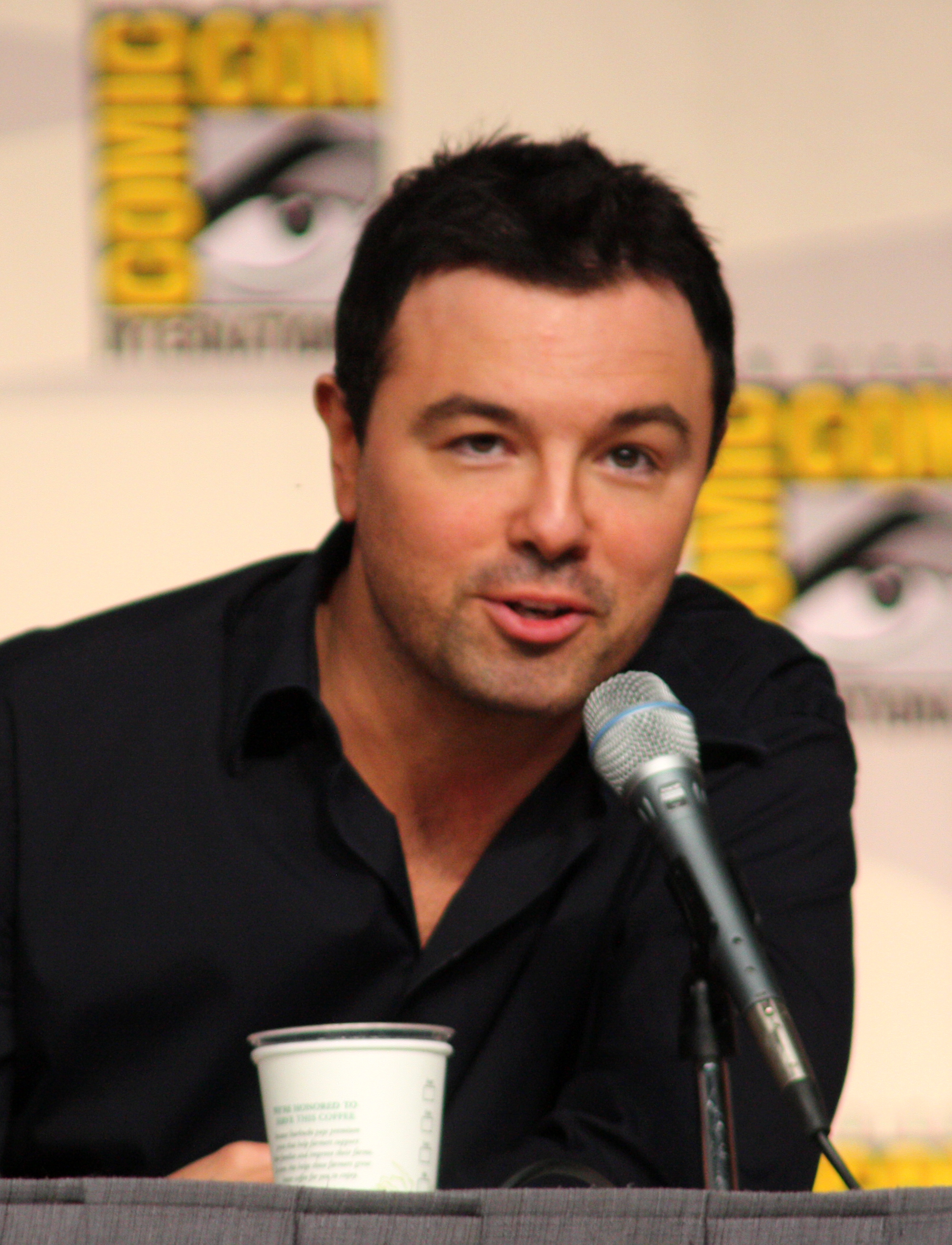
Seth MacFarlane podłożył głos pod postać byłego prezydenta.

Seth MacFarlane i inny producenci show mieli dużo problemów z pomysłem na zabawną scenę w akwarium. Pięć czy sześć scen zostało zrobionych, ale nigdy nie zostały wyemitowane, gdyż były za mało zabawne. Bill Clinton został poproszony o udzielenie głosu swojemu odpowiednikowi, ale odmówił, więc Seth MacFarlane zagrał tę rolę. Pierwotnie zakładano, że postać byłego prezydenta będzie grubsza, ale stwierdzono, że „prezydent zrzucił trochę kilo”. Conway Twitty wykonał dwa krótkie utwory; MacFarlane skomentował, że uwielbia te sceny. Scena, kiedy Lois i Peter drwią z rysunku Stewiego, miała pierwotnie znaleźć się w odcinku „Prick Up Your Ears,” ale została usunięta, gdyż odcinek była za długi. Scena z dwoma mężczyznami piszącymi na laptopach w kawiarni była pierwotnie przeznaczona, jako otwierająca scena dla odcinka „Chick Cancer”, podobnie jak scena, gdzie Peter ustawia rozjeżdżające się oczy Umy Thurman. Scenarzyści długo dyskutowali nad sceną Lois i Billa leżących w łóżku, jako że mogła wpłynąć na program. Kiedy Peter odwiedza Billa w hotelu, wchodzi do pokoju i mówi „Hey, Bill, I took this money from Lois's purse, but I don't think she'll notice because she is here... humping you?”; dwa ostatnie słowa zostały powiedziane przez Danny’ego Smitha, producenta i aktora głosowego serialu. Pierwotnie była zamierzona scena gdzie Peter przyprowadza azjatycką reporterkę Tricie Takanawa, aby uprawiać z nią seks i zmusić Lois do patrzenia, ale ostatecznie dociera do niego, że nie jest zdolny tego dokonać. Scena ta została zastąpiona sceną z matką Lois. Końcowa scena pokazująca Adama Westa, który jest zachwycony tym, że urosła u niego kiełbaska, miała kilka wersji. Alternatywna scena ukazywała Briana zostawiającego swoje odchody w domu Clevelanda Browna i Morta Goldmana, ale produkcja zdecydowała, że wykorzysta scenę z burmistrzem.

## Odniesienia do kultury

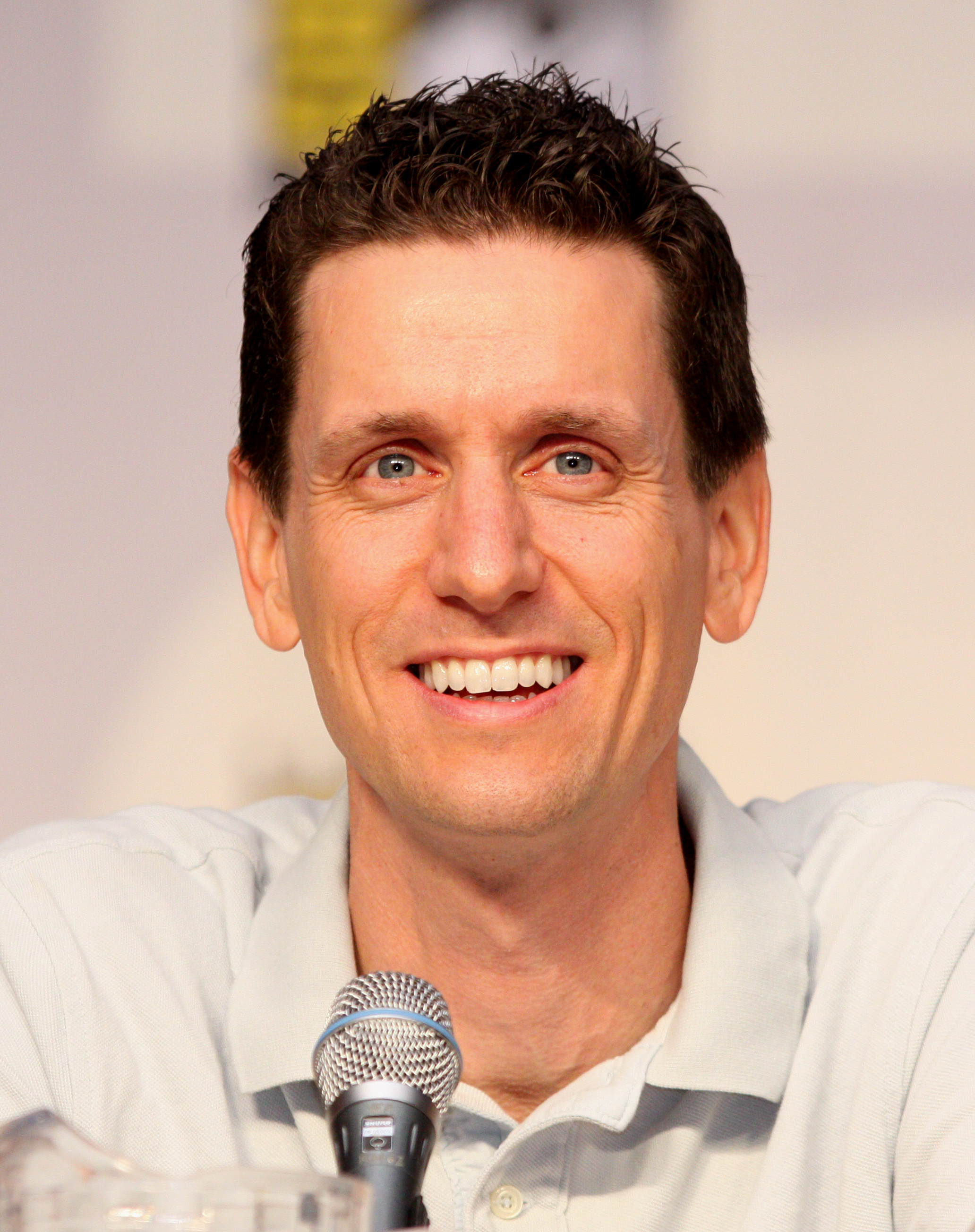
Steve Callaghan – scenarzysta odcinka.

Tytuł odcinka jest nawiązaniem do filmu Bill & Ted's Bogus Journey.
Podczas sceny w szpitalu Bill Clinton i jego ochroniarze grają temat z Night Court z Clintonem na saksofonie. Ben Grimm / Rzecz z komiksu Fantastyczna Czwórka otrzymuje pomarańczowy kamień od cywila w odniesieniu do incydentu z Johnem i Loreno Bobbitt. To także odniesienie filmu Szczury z supermarketu, w którym bohater Brodie Bruce pyta się Stana Lee(twórcy „Fantastycznej Czwórki”), czy „penis Rzeczy także jest zrobiony z pomarańczowego kamienia jak cała reszta?”, co nie zostało rozstrzygnięte. Kiedy Bill i Peter są w Chcuk E. Cheese's grają w Dance Dance Revolution do piosenki Aqua (zespół muzyczny), Barbie Girl, którą MacFarlane określił jako „okropnie walniętą piosenkę”. Muzyka lecąca w tle do piosenki o „jajku i steku” podczas sceny z dwoma strongmenami to „Alley Cat”. Kiedy Bill i Peter wykonują pierwszy głupi telefon, Bill dzwoni do Lindy Trop i krzyczy na nią za ujawnienie jego afery z Moniką Lewinsky. Romans Billa z Lois odnosi się do afery rozporkowej. Kiedy Peter jest z rodziną w akwarium, pokazuje im „zaginione miasto Nowy Orlean”, co z kolei odnosi się do przejścia nad miastem Huraganu Katrina. Scena ta także przywołuje mit o zaginionym mieście Atlantyda.

## Odbiór
Odcinek otrzymał negatywne oceny od częstego krytyka serialu Parents Television Council, którzy nazwali episod „najgorszym programem TV w tygodniu”. PTC stwierdziło, że odcinek „traktuje publiczność w najbardziej zdeprawowany i lekceważący sposób przez swoje półgodzinne trwanie”. Recenzent IGN Ahsan Haque napisał, że „odcinek miał kilka przezabawnych momentów, ale odpuszczono główny wątek na rzecz nadmiernej liczby nieśmiesznych przerywników”, przyznając epizodowi ocenę 7.1/10.